# Circoscrizione elettorale

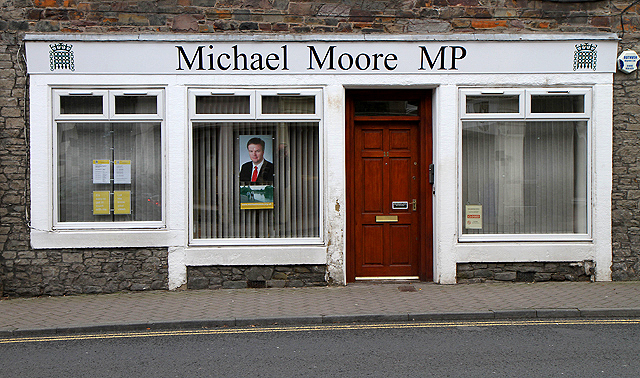
I rappresentanti di distretti elettorali in genere hanno uffici nei loro rispettivi distretti.
Questa foto mostra la carica di Michael Moore, un membro del Parlamento (MP) nel Regno Unito.

Una circoscrizione elettorale (o circondario elettorale o distretto elettorale) è una delle parti in cui è suddiviso il territorio di uno Stato (o altro ente territoriale) per l'elezione di un organo collegiale, tipicamente un'assemblea rappresentativa (quale una camera del parlamento), ma anche per l’elezione di un organo non collegiale (quale la Presidenza di una nazione). 
Qualora si tratti di circoscrizioni per l’elezione di un'assemblea, i collegi elettorali (i quali possono essere uninominali o plurinominali) sono invece partizioni ancora più specifiche e "contenute" all'interno di una circoscrizione.

## Nel mondo

### Italia
È disponibile la lista dei collegi elettorali per la Camera dei deputati (196 collegi e 400 deputati eletti) e per il Senato della Repubblica (100 collegi e 200 senatori eletti).

### Stati Uniti d'America
È disponibile la lista dei distretti congressuali degli Stati Uniti d'America. Si tratta di 435 distretti per la Camera dei rappresentanti e di 100 che compongono il Senato (tutti i distretti sono uninominali), che insieme formano il Congresso degli Stati Uniti.